# Marianna de Crescenzo
Marianna de Crescenzo, La Sangiovannara (ur. ok. 1830) – Neapolitanka, uczestniczka wyzwolenia Neapolu w czasie zjednoczenia Włoch.
Sangiovannara prowadziła tawernę, była zaangażowana w działalność antyburbońską, kolportowała ulotki i współprowadziła siatkę szmuglującą informacje do więzień. Prawdopodobnie dzięki jej zaangażowaniu miasto nie zostało złupione w czasie zamieszek związanych z ucieczką sił burbońskich z miasta. Prawdopodobnie była jedną z osób odpowiadających za kontakty świata przestępczego z patriotyczną opozycją, za czym przemawia pokrewieństwo z jednym z przywódców camorry – Salvatore de Crescenzo. W czasie zamieszek dowodziła uzbrojonym oddziałem kobiet.
Dalsze losy nieznane.